# سين+

شعار مجموعة القنوات التلفزيونية سين+

سين+ (بالفرنسية: Ciné+) مجموعة من القنوات التلفزيونية غير المجانية لبث الأفلام. تقوم بنشرها ملتيثيماتك MultiThématiques (قناة + مجموعة) توزعها القنوات الفضائية كنال سات، بالإضافة إلى الكبل وADSL عبر النيوميركابل CANALSATDSL. تبث القنوات جميع الأفلام الأجنبية بلغتها الأصلية على قناة صوتية ثانوية مع مسارين للترجمة بالفرنسية، أحدهما للترجمة من لغة أجنبية، والآخر لضعاف السمع.

## القنوات
سين+ برمير : أحدث الأفلام، وأفلام شباك التذاكر الرائعة.
سين+ فريسون : أفلام الحركة والرعب والخيال.
سين+ إيموشن : أفلام الحب والدراما والكوميديا الرومانسية والعاطفية.
سين+ فاميز : أفلام موجهة للأطفال والأسرة.
سين+ كلوب : أفلام مستقلة وسينما عالمية.
سين+ كلاسيك : أفلام كلاسيكية.
سين+ ستار (سابقاً) : أفلام مع ممثلين كبار ، خاصة من الثمانينيات والتسعينيات.

## وصلات خارجية
https://www.canalplus.com/chaines/cineplus سين+
https://www.programme-tv.net/programme/chaine/programme-cineplus-emotion-45.html سين+
https://www.programme-television.org/chaines-tv/cine-emotion#23-07-2021/5/cinema-et-series/283/Semaine سين+